# Сима Янь
Сима Янь (спрощ.: 司馬炎; піньїнь: Sima Yan; 236 —17 травня 290) —  імператор чжурчженів, засновник династії Цзінь, об'єднувач Китаю. Храмове ім'я Шицзу, посмертне — У-ді.

## Життєпис

### Молоді роки
Походив з впливової родини Сима, його Чжаоської гілки. Своїм піднесенням Сима були зобов'язані генералу Сима Ї, який 249 року повалив регента Цао Шуана й захопив верховну владу в царстві Вей. Після смерті Сима Ї 251 року за безсилих імператорів з роду Цао у країні послідовно правили два його сини — Ші (251–255) і Чжао (255–265). Останній був батьком Янь.
Сима Янь отримав гарну класичну освіту. Замолоду долучався до політики свого дядька й батька. Вперше взяв участь у бойових діях у 260 році у складі військ на чолі з Цзя Чуном проти імператора Цао Мао. після цього за наказом батька супроводжував до Лояна нового імператора Цао Хуана. У 263 році було підкорено царство Шу. Тоді ж Сима Янь стає гуном (на кшталт герцога). У 264 році після деяких коливань Сима Чжао визнає своїм спадкомцем Яня. після смерті у 265 році свого батька Сима Янь зайняв його посади та становище у державі, втім вже у 266 році скинув імператора з династії Вей і оголосив про створення свої династії Цзінь (в історії вона відома як Західна Цзінь).

### Володарювання
Столицею Сима Янь (У-ді) залишив Лоян. Намагаючись зміцнити імператорську владу, У-ді звів у князівська гідність понад 20 своїх родичів і роздав їм багато областей у володіння. Спочатку князі управляли отриманими уділами зі столиці, але у 277 році їм було дозволено виїхати до своїх володінь. Маючи власну територію, військо і право самостійно підбирати чиновників, вони дуже швидко посилилися.
Водночас Сима Янь провів успішні реформи, зокрема впровадив надільну систему, яка залишалася незмінною протягом століть (незважаючи на зміну династій). Разом з тим видав наказ щодо загального роззброєння населення. Було пом'якшені покарання за кримінальні злочини.
Спочатку Сима Янь вирішив ліквідувати загрозу з боку некитайських народів — сяньбі й цянь. Посилення чиновницького та військового тиску на останніх спровокувало у 270 році велике повстання, яке тривало до 279 року. Після цього становище династії на півночі та заході Китаю поліпшилося, а потім Сима Янь вирішив підкорити останнього ворога — державу У.
У 280 році розпочався великий похід на південь — проти У. Це було надзвичайно важка кампанія, тому що довелося переправляти армію через річку Янцзи, яка завжди була природною перешкодою між північчю і півднем Китаю. Втім того ж року війська Сима Янь розбили ворога й приєднали землі У до Цзінь. З падінням У закінчився період Трицарства і весь Китай знову об'єднався під владою однієї династії. Проте об'єднання це з самого початку не було особливо міцним.
За життя У-ді, який, незважаючи на безпробудне пияцтво, все ж був самим діяльним і здатним з усіх цзіньських імператорів, князі у провінціях ще не сміли думати про незалежність, але підняли голову відразу після його смерті. Останні роки Сима Янь все більше приділяв увагу розвагу та власному насолодженню. Як спадкоємця трону він ще у 267 році визнав свого сина Сима Чжуна. Помер перший імператор династії Цзінь 17 травня 290 року у місті Лоян.